# Projektziel
Projektziele sind die Aufstellung von möglichst quantifizierten Zielen, die erfüllt sein müssen, damit ein Projekt als erfolgreich abgeschlossen betrachtet werden kann.

## Überblick
Eine eindeutige und realistische Definition des Projektziels sollte in der Projektdefinition ausgearbeitet werden und Teil des Projektauftrags sein. Es ist darauf zu achten, dass der Lösungsweg nicht vorgegeben wird. Am Ende eines Projektes steht der Abgleich des Projektziels mit dem Projektergebnis. DIN 69901-5:2009-01 definiert das Projektziel als „Gesamtheit von Einzelzielen, die durch das Projekt erreicht werden“.
Die Projektziele werden außerdem im Projekthandbuch dokumentiert, um dem gesamten Projektteam zur Verfügung zu stehen.
Es ist wichtig, dass der Projektleiter die Ziele des Projekts schriftlich erfasst und mit allen Beteiligten (aktive Stakeholder) abstimmt.
Zielkonflikte sind zu vermeiden, d. h. unterschiedliche Projektziele müssen zueinander passen (SMART).
Im internationalen Umfeld ist die Verbindlichkeit des Projektziele (objectives) nicht so hoch wie im deutschsprachigen Umfeld. Hier sollte zwischen Projektauftrag (mandate) und dem Projektvertrag unterschieden werden, bzw. die Erwartungshaltung ist genau zu klären.

## Zieltypen
Im Allgemeinen werden verschiedene Zieltypen unterschieden.

### Vorgehensziele
Das Projektziel enthält dabei in der Regel Aussagen zu allen drei Punkten des magischen Dreiecks:
- Inhalt (Qualität),
- Zeit und
- Kosten

Bei Unternehmen mit einem hohen Anteil an Spezialwissen werden die drei Vorgehensziele Inhalt, Zeit und Kosten bisweilen noch durch Personen ergänzt. Damit wird ausgedrückt, dass für den erfolgreichen Projektabschluss bestimmte Mitarbeiter benötigt werden.

### Ergebnisziele
Ergebnisziele beziehen sich meist auf die Nutzung des Projektprodukts (Das Auto fährt über 280 km/h. Der Umsatz steigt um 10 % bis 2017. usw.).

### Prozessziele
Neue Erkenntnisse zeigen, dass ein Teil des subjektiven Projekterfolgs dann vom Auftraggeber gesehen wird, wenn er sich mit den Projektprozessen identifizieren kann und wahrnimmt, dass er als Stakeholder wichtig genommen wird.